# ۱۱۷۹ (میلادی)

## رویدادها
- ۲۹ آوریل: زمین‌لرزه اربیل عراق. زمین لرزه ویرانگری در زاب کبیر در ۱۲ ذیقعده ۵۷۴ قلعه‌ها و روستاهایی را در منطقه اربیل ویران کرد و شمار زیادی از مردم را کشت. در سوی شمال اربیل زمین لغزه‌های بزرگ و گسترده‌ای رودخانه را به مدت دو سال سد کرد. لرزه در ارمنستان حس شد و در بغداد نیز قابل درک بود.